# Deuteronomium (hudební skupina)
Deuteronomium je finská křesťanská melodic death metalová kapela. Jmenuje podle 5. knihy Mojžíšovy. Skupina byla založena v roce 1993 v Jyväskylä a svou činnost ukončila v roce 2001. V červnu 2006 však již opět hrála na OHM-Festu v Keuruu, což je nevýdělečný festival se zákazem drog a alkoholu. Od roku 2006 hraje skupina dodnes.